# Хоккей на траве в Камбодже
Хоккей на траве в Камбодже относится к развивающимся видам спорта.

## Период зарождения
Первые шаги в развитии хоккея на траве в Камбодже принадлежат бывшему игроку сборной Пакистана Асифу Максуду Рана, который в 2000 году прибыл в страну, чтобы руководить этим направлением. Он получил одобрение со стороны министерства образования, молодёжи и спорта Камбоджи на внедрение хоккея на траве в государственных школах. Хоккейный инвентарь поступал из Японии и Пакистана.
Рана занимался с хоккеистами и хоккеистками разного возраста и сам играл за сборную Камбоджи. Камбоджийцы проводили товарищеские матчи в том числе с зарубежными соперниками.

## Современный период
Развитием вида спорта в стране занимается Хоккейная ассоциация Камбоджи, которая входит в Международную федерацию хоккея на траве. Она базируется в Пномпене, её президент — Ватх Чамрун.
В основном хоккей на траве развивается в провинциях Поусат, Кампонгтям и Кампонгтхом. Его стимулирует привлечение специалистов из стран, где игра популярна: Великобритании, ЮАР, Канады, Индии, Австралии. Одним из центров развития хоккея на траве стал хоккейный клуб «Пномпень».
В марте в 2019 году в Камбодже прошёл первый в истории страны клубный международный турнир по хоккею на траве, в котором местные студенты соперничали с командами из Таиланда. Его победителем стал «Пномпень».
Развитие хоккея на траве в стране в последние годы стимулируют грядущие Игры Юго-Восточной Азии, которые в 2023 году пройдут в Пномпене. В 2021 году в столице построят два открытых хоккейных стадионах с тренировочными площадками по международным стандартам. В 2019 году был построен крытый стадион для хоккея на траве на 1200 мест.
Асиф Максуд Рана, который тренирует сборную Камбоджи и занимает посты технического директора и директора по развитию в национальной ассоциации, в 2020 году был избран в комитет по развитию и вовлечению Азиатской федерации хоккея на траве.

## Международные соревнования
Сборные Камбоджи считаются одними из самых слабых в Азии, при этом женская национальная команда имеет опыт выступлений на крупных международных соревнованиях. В 2013 году камбоджийки дебютировали на Играх Юго-Восточной Азии, где заняли последнее, 6-е место, проиграв пять матчей с соотношением мячей 0:100. В сезоне-2016/17 женская сборная Камбоджи участвовала в Мировой лиге и набрала одно очко в шести матчах первого раунда, проиграв хоккеисткам Брунея только в серии пенальти. В 2018 году камбоджийки заняли последнее, 8-е место на чемпионате Азии.
В 2018 году сборная Камбоджи среди юношей участвовала в квалификации летних юношеских Олимпийских игр, проиграв все шесть матчей с отношением мячей 2:110.